# Forte Ticonderoga

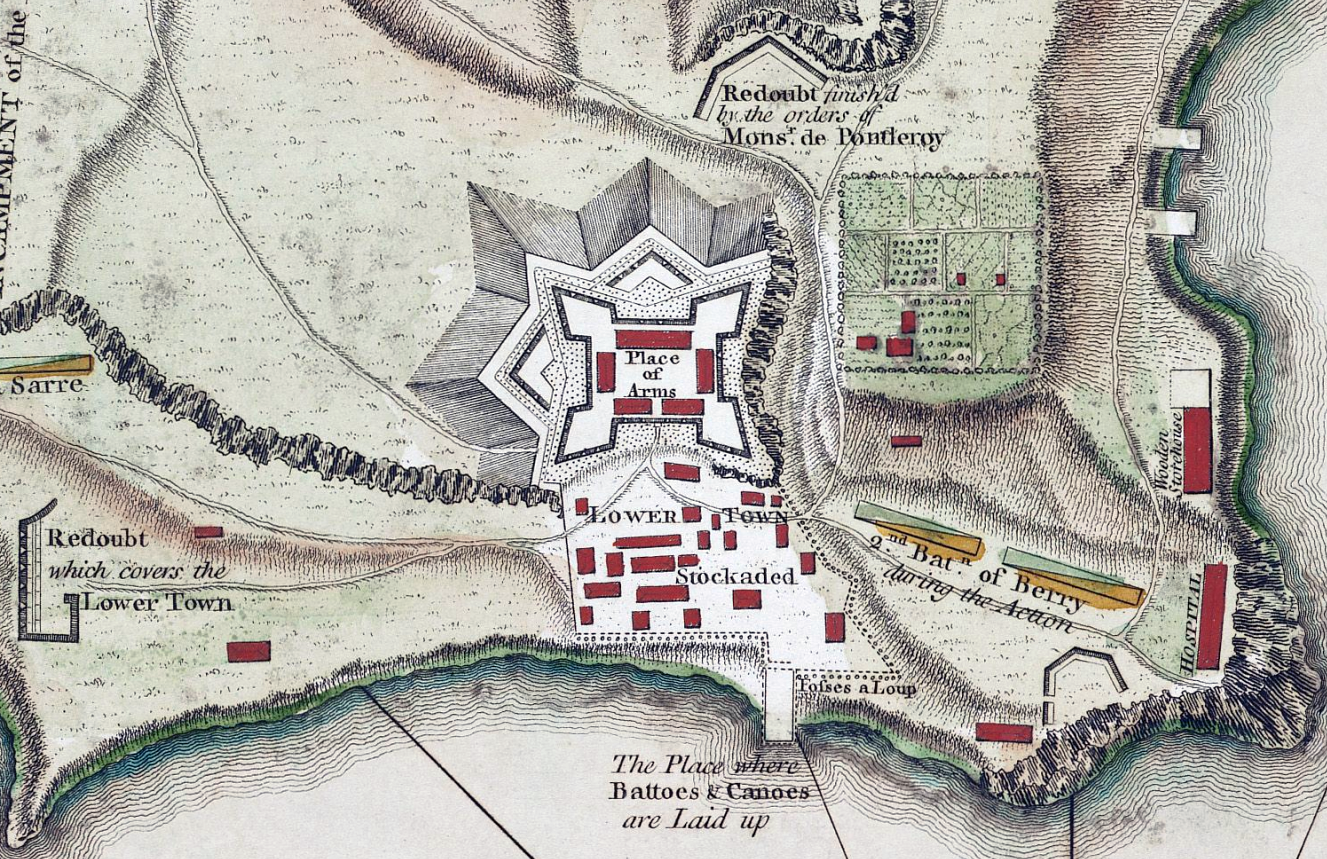
Detalhe de um mapa de 1758 mostrando a estrutura do forte

Fort Ticonderoga (anteriormente Fort Carillon), é uma fortificação construída pelos franceses num estreito perto do extremo sul do Lago Champlain, no norte de Nova Iorque, nos Estados Unidos. Foi construído pelo engenheiro militar francês nascido no Canadá, Michel Chartier de Lotbinière, Marquês de Lotbinière entre Outubro de 1755 e 1757, durante a ação no "teatro norte-americano" da Guerra dos Sete Anos, muitas vezes referido nos EUA como Guerra Franco-Indígena. O forte foi de importância estratégica durante os conflitos coloniais do século XVIII entre a Grã-Bretanha e a França, e novamente desempenhou um papel importante durante a Guerra Revolucionária Americana.
O local controlava uma passagem ao longo da foz do rio La Chute, infestado de rápidos, nos 5,6 Km entre o Lago Champlain e o Lago George e foi estrategicamente colocado em conflitos sobre as rotas comerciais entre o Vale do Rio Hudson, controlado pelos britânicos e o Vale do Rio São Lourenço controlado pelos franceses.
O terreno ampliou a importância do local. Ambos os lagos eram longos e estreitos e orientavam-se para o norte e o sul, assim como as muitas cordilheiras das Montanhas dos Apalaches que se estendiam para o sul até a Geórgia, criando terrenos montanhosos quase intransponíveis a leste e a oeste do Grande Vale dos Apalaches que o local comandava.
O nome Ticonderoga vem da palavra iroquesa tekontaró:ken, que significa "entre duas águas", neste caso, as águas do Lago Champlain e do Lago George.
Durante a Batalha de Carilão de 1758, 4 000 defensores franceses conseguiram repelir um ataque de 16 000 soldados britânicos perto do forte. Em 1759, os britânicos voltaram e expulsaram uma guarnição francesa do forte. Durante a Guerra da Revolução Americana, o forte viu ação em maio de 1775, quando os Green Mountain Boys e outras milícias estaduais sob o comando de Ethan Allen e Benedict Arnold capturaram-no dos britânicos num ataque surpresa. Os canhões capturados foram transportados para Boston, onde sua implantação forçou os britânicos a abandonar a cidade em março de 1776. Os americanos seguraram o forte até Junho de 1777, quando as forças britânicas sob o comando do general John Burgoyne ocuparam terreno alto, tornado o forte vulnerável a ataques de artilharia, levando as tropas do Exército Continental sob o comando do Major-General Arthur St. Clair a abandonar o forte e as suas defesas circundantes. O único ataque directo no forte ocorreu em Setembro de 1777, quando John Brown conduziu 500 americanos numa tentativa mal sucedida de capturar o forte a cerca de 100 defensores britânicos.
Os britânicos abandonaram o forte após o fracasso da campanha de Saratoga, deixando de ter valor militar depois de 1781. No século XIX, tornou-se uma paragem nas rotas turísticas da região. No início do século XX, seus proprietários privados restauraram o forte. Uma base agora opera o forte como atração turística, museu e centro de pesquisa.